# 제2차 세계 대전 기간 연합군 해군의 일본 포격
연합군 해군의 일본 포격은 제2차 세계 대전의 마지막 주 동안 미국 해군, 영국 해군, 뉴질랜드 해군의 군함이 일본의 산업 및 군수시설을 포격한 전투를 말한다. 대부분의 포격은 전함과 순양함이 수행했기 때문에 목표로 지정된 공장들과 인근의 민간인 구역은 큰 피해를 입었다. 이러한 포격의 주요 목적은 일본군이 예비 병력으로 남겨둔 항공기를 전투에 참여하게 만드는 것이었다. 하지만, 일본은 연합군의 포격 부대를 공격하려고 시도하지 않았으며, 전투에 참여한 어떤 군함도 피해를 입지 않았다.
연합군 해군의 일본 포격은 1945년 7월 14일과 7월 15일, 미국 해군 전함이 가마이시와 무로란을 공격하면서 시작되었다. 이후 미국과 영국의 연합 부대가 7월 17일과 18일 사이의 밤에 히타치를 공격하였다. 7월 18일 순양함들과 구축함들이 노지마사키 지역을 포격했고, 7월 24일과 25일 사이의 밤에 시오노미사키 지역을 공격했다. 7월 29일 미국 및 영국의 전함은 하마마쓰를 공격했고 30일에서 31일로 넘어가는 밤 미국 구축함 몇 척이 시미즈를 공격했다. 마지막 공격은 미국, 영국, 뉴질랜드 전함들이 카마이시를 다시 공격한 8월 9일에 있었다. 한편 미국 해군 잠수함 2척이 1945년 6월부터 7월 사이 소규모 공격을 가했고, 그 중 한 척은 작은 기습부대를 파견하기도 했다.
연합군 해군의 포격은 목표로 선정한 도시들의 산업 시설을 파괴했으며 많은 일본인들이 전쟁에서 패배하고 있다고 확신하게 만들었다. 최대 1,379명의 일본인이 공격으로 사망했으며, 약 1,497명의 일본인이 부상당했다. 연합군의 사상자는 카마이시 포격 당시 32명의 연합군 포로가 사망한 것이 전부였다.

## 배경
제2차 세계 대전의 마지막 기간이었던 1945년 중반, 일본 본토의 도시 및 산업 시설들은 마리아나 제도에 기지를 둔 미국 육군 항공대의 B-29 슈퍼포트리스 중폭격기의 폭격에 계속 시달렸다. 연합군의 잠수함과 수상함은 일본의 무역로 대부분을 차단했고, 미국 해군의 항공모함 기동부대는 몇 차례씩 일본 본토를 급습했다. 연료 부족으로 인해 일본 제국해군의 남아있는 선박 대부분은 항구에 있어야 했으며, 1945년 말 예상되는 연합군의 일본 침공을 막기 위해 일본 제국 육군 항공대 역시 항공 부대를 예비병력으로 유지해야 했다. 전쟁 이전 일본군은 해안포가 일본의 환경에 더 이상 맞지 않다고 평가하였다. 이에 따라 몇몇 전략적 항구만이 적함과 교전할 수 있는 야포로 보호받고 있었고, 이러한 야포 대부분은 비교적 구경이 작았다.
태평양 전쟁 기간 동안 미국의 고속전함은 미국 태평양 함대의 주요 공격부대를 구성했던 항공모함 부대를 호위하는 역할로 자주 사용되었다. 미국의 고속전함은 때때로 해안가에 있는 일본의 거점을 포격하거나 일본 전함과 전투를 벌이기도 했다.
연합군 해군 사령부는 1945년 중반 전함을 일본 해안도시들을 공격하는데 사용하기로 결정했다. 연합군 사령부는 이러한 공격을 통해 일본군이 일본 침공에 대비해 예비 병력으로 보유한 항공기들로 연합군을 공격하여 연합군의 포격에 대응하기를 바랐고, 이 전투기들을 연합군 전투기로 파괴하고자 했다. 그러나 일본 대본영은 연합군이 이러한 목적을 가지고 포격과 다른 작전들을 수행할 것이라 예상하고 있었고, 일본 해안에서 작전 중인 연합군 해군을 공격하지 않기로 결정했다. 대신, 대본영은 일본 본토에 연합군이 상륙하기 이전까지 항공기를 예비부대로 남겨두기로 결정했다.